# Vesti la giubba
Vesti la Giubba (Doe het kostuum aan) is een bekende tenor-aria opgevoerd in de opera I Pagliacci, geschreven en gecomponeerd door Ruggiero Leoncavallo, en voor het eerst opgevoerd in 1892. Vesti la Giubba is het einde van de eerste akte, wanneer Canio ontdekt dat zijn vrouw ontrouw is. Desalniettemin moet hij zich klaar maken voor zijn optreden als Pagliaccio de clown, want de 'show must go on'.

## Libretto
| Italiaans | Nederlands |
| --- | --- |
| Recitar! Mentre preso dal delirio, non so più quel che dico, e quel che faccio! Eppur è d'uopo, sforzati! Bah! sei tu forse un uom? Tu se' Pagliaccio! Vesti la giubba, e la faccia infarina. La gente paga, e rider vuole qua. E se Arlecchin t'invola Colombina, ridi, Pagliaccio, e ognun applaudirà! Tramuta in lazzi lo spasmo ed il pianto in una smorfia il singhiozzo e 'l dolor, Ah! Ridi, Pagliaccio, sul tuo amore infranto! Ridi del duol, che t'avvelena il cor! | Acteren! Terwijl ik buiten mijn zinnen ben, Ik weet niet meer wat ik zeg, of wat ik doe! En toch is het nodig... om het werk te doen. Och! Ben je dan geen man? Je bent een paljas! Doe je kostuum aan, poeder je gezicht. De mensen betalen om hier te zijn en ze willen lachen. En als Harlekijn je Colombine zal stelen, lach dan, Paljas, zodat het volk zal juichen! Zet je nood en tranen om in humor, je pijn en tobben in grappige gezichten - Ah! Lach, Paljas, met je gebroken liefde! Lach met de zorgen die je hart vergiftigen! |